# 耨盌溫敦謙
耨盌溫敦谦（?—?），本名乙迭。金朝大臣。女真族。姓耨盌温敦（都），阿补斯水人，耨盌溫敦思忠的儿子。
耨盌溫敦谦官至御史中丞。金世宗对他说：“省部官员受请托，有以室家传达之人。官刑不肃，士风颓弊，应该纠正。”金世宗至金中都，多释放宫人回家，有称心等几个人本来在放遣的人员中，有关部门失于检照，不得出宫，心里怏怏不快。大定二年（1162年）闰二月癸巳夜，遂在十六位放火，烧到太和殿、神龙殿。金世宗命近臣查找放火的根源。十六位宫人袁六娘等六人告发，实为称心等人所做。称心等伏诛，赏赐袁六娘六人，放她们出宫为良。耨盌溫敦谦看到宫殿着火，将要复兴工役，劳民伤财，于是上表请求权纾修建。金世宗派张汝弼下诏给耨盌溫敦谦：“朕思正隆比年徭役，百姓疮痍未复，边事未息，岂遽有营缮也。卿可悉之。”之后，耨盌溫敦谦袭封父亲耨盌溫敦思忠济州猛安、利涉军节度副使。乌林答钞兀追捕逃军，耨盌溫敦至猛安中，谦害怕他的扰乱，于是集民资财买银贿赂乌林答钞兀。事发后，乌林答钞兀抵罪，耨盌溫敦谦被牵连免去猛安。遇到大赦，求重新复官。金世宗说：“乙迭无自与赃，使复其所。”